# Manuel Battegay

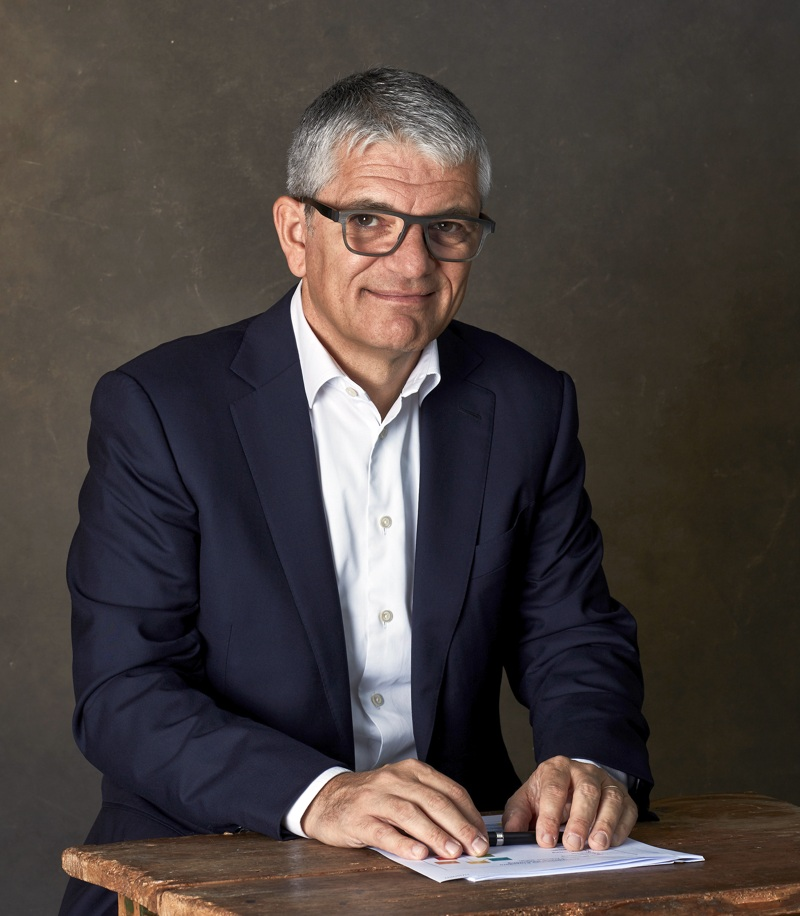
Manuel Battegay

Manuel Battegay (* 29. Februar 1960 in Basel) ist ein Schweizer Infektiologe und Wissenschaftler. Er war vom 1. April 2002 bis 31. März 2023 Chefarzt der Klinik für Infektiologie & Spitalhygiene am Universitätsspital Basel und Professor (ab 1. April 2023 Prof. emeritus) für Innere Medizin und Infektiologie an der Universität Basel. Seit dem 1. Januar 2024 präsidiert er die durch den Bundesrat gewählte Beratende Kommission für Internationale Zusammenarbeit für die Amtsperiode 2024-2027. 

## Leben, klinische und wissenschaftliche Karriere
Manuel Battegay wuchs als Sohn des jüdischen Ehepaares Raymond Battegay (Psychiater und Psychoanalytiker) und Schulamit Violet Fitaya aus Israel (geb. in Bagdad/Irak) mit seinen zwei Brüdern in Basel auf. Battegay ist verheiratet und Vater von zwei erwachsenen Kindern.
Manuel Battegay studierte Medizin an der Universität Basel und war für eine Externship am Maimonides Medical Center in Brooklyn. Er bildete sich am Kantonsspital Liestal und am Universitätsspital Zürich in Innerer Medizin und Infektiologie weiter und war dort als Assistenzarzt bei Ruedi Lüthy vor allem im Rahmen der AIDS-Klinik, tätig. Es folgte (1990–1993) ein Forschungsaufenthalt im Labor von Rolf Zinkernagel (Nobelpreis 1996), Universitätsspital Zürich, wo er sich dem Gebiet der Virus-Wirt-Interaktion und Fragen, die für die Impfstoffforschung relevant sind, widmete. In den Laboratorien von Jay H. Hoofnagle und Stephen M. Feinstone an den National Institutes of Health, Bethesda, MD / USA, erforschte er die Abwehr des Hepatitis-C-Virus. Seine weiteren Stationen waren 1994 die Medizinische Universitätspoliklinik am Universitätsspital Basel, wo er seine Forschung im Bereich der HIV/AIDS-Krankheit weiterführte, insbesondere über die Immunantwort, Therapie und psychosozialen Implikationen dieser Krankheit. 2002 wurde Manuel Battegay zum Chefarzt der Klinik für Infektiologie & Spitalhygiene am Universitätsspital Basel gewählt und leitet diese seither. Battegay war während 14 Jahren (1.1.2004 – 30.6.2018) Mitglied der Bereichsleitung und Fachbereichsleiter Ärzte, Lehre und Forschung für 14 Kliniken des Bereichs Medizin am Universitätsspital Basel. Von 2014 bis 2023 war er auch Mitglied der Regenz der Universität Basel. Von 2016 bis 2023 war er Mitglied der Academia Europaea.
Während der COVID-19-Pandemie äusserte er sich aufgrund der Viruseigenschaften optimistisch für die Entwicklung eines Impfstoffes und publizierte einen Artikel über die Einschätzung der Sterblichkeit. Ab März 2020 war er Mitglied der Arbeitsgruppe Medikamentenbeschaffung des Schweizerischen Bundesamtes für Gesundheit (BAG). Er war ab April 2020 Mitglied der Nationalen COVID-19 Science Task Force, zuerst als Leiter der Clinical Care Group und ab August 2020 bis zu seinem Rücktritt Mitte März 2021 als Vice-Chair im Leitungsteam. Er hat insbesondere in diesem Rahmen die Schweizerische Regierung und Behörden in der aktuellen COVID-19-Krise mit beraten. Battegay hat sich in zahlreichen Medienauftritten (Print, Radio, Fernsehen) zur COVID-19-Krise geäussert. In einem Interview in der NZZ am Sonntag am 21. Januar 2024 zog er über die Pandemie eine Bilanz. Battegay nahm am 8. April 2020 an der Sitzung des Gesamtbundesrates während des Lockdowns und ebenfalls, im Rahmen des Leitungsteams der Swiss National Covid-19 Science Task Force, am 21. Oktober 2020 teil.

## Engagement
Battegay ist in zahlreichen Stiftungen und Projekten pro bono tätig. Seit 2002 engagiert er sich in einem Projekt in Ifakara. Dort hat er zusammen mit tansanischen Ärztinnen und Ärzten sowie weiteren Verantwortlichen, dem Schweizerischen Tropen- und Public Health Institut, die Chronic Diseases Clinic Ifakara (CDCI) für die bessere Betreuung von HIV-, Tuberkulose- und Hepatitis C-Patienten mitaufgebaut. Unterdessen sind dort weit mehr als 14'000 HIV-infizierte Menschen betreut worden. U.a. konnte die HIV-Mutter/Kind-Übertragung drastisch vermindert werden.
Battegay war von 2006 bis 2024 im Rahmen der European AIDS Clinical Society (EACS) für die bessere Betreuungskette von HIV/AIDS in Europa, insbesondere Osteuropa, engagiert. Er war von 2012 bis 2016 Präsident der EACS und von 2016 bis 2019 Chair der Europäischen HIV/AIDS-Richtlinien, welche in die 7 am meisten gesprochenen Sprachen übersetzt werden. Im Rahmen seiner EACS-Tätigkeit organisierte er im November 2019, zusammen mit Jürgen Rockstroh, den Europäischen HIV-Kongress in Basel/Schweiz. Zusammen mit Jens Lundgren, Kopenhagen/Dänemark, hat er das e-Learning von EACS aufgebaut. 2019 hat er wiederum mit Jens Lundgren die Stiftung Western-Eastern European Partnership Initiative on HIV, Viral Hepatitis and TB (WEEPI) begründet, welche Projekte in Osteuropa (derzeit in der Ukraine, in Litauen und Georgien) fördert und unterstützt, die die bessere Betreuung von HIV, Hepatitis C und Tuberkulose zum Inhalt haben. Seit 1. Januar 2024 leitet er die propatient Forschungsstiftung des Universitätsspital Basel, die patientennahe, interdisziplinäre medizinische Forschung und Innovation am Universitätsspital Basel fördert. Zudem ist er Mitglied des Stiftungsrates der Gebert Rüf Stiftung. Seit 1. Januar 2024 sitzt er im Verwaltungsrat des Universitätsspital Basel.
Battegay war ein Jahr (2018–2019) Präsident der Israelitischen Gemeinde Basel (IGB). Während seiner Präsidialzeit wurde das Sicherheitskonzept zusammen mit der Basler Regierung und der Basler Polizei neu organisiert.
Von 2017 bis 2020 schrieb Battegay regelmässig die Kolumne "Second Opinion" für die Basler Zeitung über medizinische und jüdische Themen. Battegay wurde 1993 mit dem Conrad-Gessner der Schweizerischen Gesellschaft für Innere Medizin geehrt und war zweimal 2011 und 2024 als Ehrengast am Vogel Gryff im Kleinbasel eingeladen.